# 정준좌표
정준좌표(正準座標, canonical coordinates)는 수학 및 고전역학에서 시간에 대해 보존되는 물리계를 기술하기 위해 사용되는 좌표다. 정준좌표는 고전역학 중 해밀턴 역학에서 사용된다.
해밀턴 역학은 심플렉틱 기하학에 의해, 정준변환은 접촉변환에 의해 일반화된다. 따라서 19세기 고전역학에서의 정준좌표 정의는 다양체의 접다발 좌표로 일반화될 수 있다.

## 고전적 정의
위상공간에서 해밀턴 형식화에 사용되는 좌표 {\displaystyle q_{i}\,} and {\displaystyle p_{i}\,}를 정준좌표라 한다. 정준좌표는 기본적 푸아송 괄호 관계를 만족한다.
{\displaystyle \{q_{i},q_{j}\}=0\qquad \{p_{i},p_{j}\}=0\qquad \{q_{i},p_{j}\}=\delta _{ij}}
{\displaystyle q_{i}}가 일반적 직교좌표이고 {\displaystyle p_{i}}가 운동량의 성분들인 것이 정준좌표의 전형적인 사례다. 때문에 {\displaystyle p_{i}}를 일반적으로 "켤레운동량(conjugate momenta)"이라고 한다.
정준좌표는 라그랑주 형식화의 일반화 좌표로부터 르장드르 변환을 통해 얻어내거나 다른 정준좌표를 정준변환함으로써 얻을 수 있다.

## 같이 보기
- 선형 판별 분석
- 심플렉틱 다양체
- 상보성 (물리학)